# 大桑卢卡尔
大桑卢卡尔（西班牙語：Sanlúcar la Mayor）是西班牙安达卢西亚自治区塞维利亚省的一个市镇。总面积135平方公里，总人口10858人（2001年），人口密度80人/平方公里。